# سیارک ۲۱۹۴۵
سیارک ۲۱۹۴۵ (به انگلیسی: 21945 Kleshchonok، نامگذاری:1999VL135) بیست و یک هزار و نهصد و چهل و پنجمین سیارک کشف شده است که در ۱۳ نوامبر ۱۹۹۹ کشف شد.
قدر مطلق سیارک برابر ۱۳٫۵ است.